# Szczedryk
Szczedryk (ukr. Щедрик) – jedna z najbardziej znanych kompozycji Mykoły Łeontowycza. Inspiracją dla utworu były zimowe ukraińskie noworoczne pieśni obrzędowe – szczedriwki.
Kolejne redakcje Szczedryka opracowywane były w latach 1901–1919. Pierwsza prezentacja utworu przed publicznością zachodnią odbyła się 5 października 1922 w Carnegie Hall podczas koncertu Ukraińskiego Chóru Republikańskiego. W 1936 roku Peter J. Wilhousky napisał do melodii Łeontowycza angielskie słowa, dzięki czemu stała się ona popularną w Stanach Zjednoczonych kolędą pod nazwą Carol of the Bells.
Czterotaktowy motyw, na którym opiera się budowa utworu:

## Tekst pieśni
| Słowa ukraińskie | Transkrypcja | Słowa polskie |
| --- | --- | --- |
| Щедрик щедрик, щедрiвочка, прилeтiла ластiвочка, стала собi щебетати, господаря викликати: „Вийди, вийди, господарю, подивися на кошару, там овечки покотились, а ягнички народились. В тебе товар весь хороший, будеш мати мiрку грошей, В тебе товар весь хороший, будеш мати мiрку грошей, хоч не грошей, то полова: в тебе жiнка чорноброва.” Щедрик щедрик, щедрiвочка, прилeтiла ластiвочка. | Szczedryk szczedryk, szczedriwoczka, pryłetiła łastiwoczka, stała sobi szczebetaty, hospodaria wykłykaty: “Wyjdy, wyjdy, hospodariu, podywysia na koszaru, tam oweczky pokotyłyś, a jahnyczky narodyłyś. W tebe towar weś choroszyj, budesz maty mirku hroszej, W tebe towar weś choroszyj, budesz maty mirku hroszej, chocz ne hroszej, to połowa: w tebe żinka czornobrowa.” Szczedrik szczedrik, szczedriwoczka, pryłetiła łastiwoczka. | Szczodrego, szczodrego, szczodrego wieczorka, przyleciała jaskółka, zaczęła sobie szczebiotać, gospodarza mi tu wołać: „Wyjdź, wyjdź, panie, spójrz na owczarnię, tam tłoczą się owieczki, i narodziły się baranki. Twoje produkty są bardzo porządne, będziesz miał za nie spore pieniądze. Twoje produkty są bardzo porządne, będziesz miał za nie spore pieniądze, jeśli nie pieniędzmi, zadowolisz się resztkami, masz żonę z z czarnymi brwiami”. Obfitego, obfitego, obfitego wieczorka, przyleciała jaskółka. |